# Hrabstwo Carroll (Iowa)

Piramida wieku hrabstwa

Hrabstwo Carroll (ang. Carroll County) – hrabstwo w stanie Iowa w Stanach Zjednoczonych. Hrabstwo zajmuje powierzchnię lądową 1 475 km². Według szacunków US Census Bureau w roku 2006 liczyło 20 963 mieszkańców. Siedzibą hrabstwa jest miasto Carroll.

## Miasta i miejscowości
| - Arcadia - Breda - Carroll - Coon Rapids | - Dedham - Glidden - Halbur | - Lanesboro - Lidderdale - Manning | - Ralston - Templeton - Willey |

## Gminy
| - Arcadia - Eden - Ewoldt - Glidden | - Grant - Jasper - Kniest - Maple River | - Newton - Pleasant Valley - Richland - Roselle | - Sheridan - Union - Washington - Wheatland |

## Drogi główne
- U.S. Highway 30
- U.S. Highway 71
- Iowa Highway 141

## Sąsiednie hrabstwa
- Hrabstwo Sac
- Hrabstwo Calhoun
- Hrabstwo Greene
- Hrabstwo Guthrie
- Hrabstwo Audubon
- Hrabstwo Crawford